# José Arrau y Estrada
José Arrau y Estrada (Barcelona, 1774-Barcelona, 1818) fue un poeta, dramaturgo y pintor español.

## Biografía
Nació en Barcelona en 1774. Se dedicó al estudio de la pintura y, según consta en la relación de premios que se concedieron en 1789 y 1793 a los alumnos de la Escuela de Nobles Artes establecida en la Real casa Lonja de su ciudad natal, obtuvo dos premios por trabajos pictóricos. En esta escuela desempeñó más tarde la plaza de teniente director.
Se dedicó también al cultivo de la poesía y publicó algunas odas en el Diario de Barcelona. También escribió varias poesías patrióticas, castellanas y catalanas, que aparecieron en los diarios de Manresa durante la guerra de la Independencia.
Falleció en Barcelona en 1818. Fue padre del también pintor José Arrau y Barba.